# Mitrailleuse Reibel
Pour les articles homonymes, voir Reibel.
 (mai 2012).
Les mitrailleuses MAC 31 et MAC 34, couramment appelées mitrailleuses Reibel en hommage au colonel Reibel, alors directeur de la manufacture d'armes de Châtellerault, sont des mitrailleuses de calibre 7,5 mm qui dérivent mécaniquement du fusil-mitrailleur MAC 24/29.
Elles existent en version « forteresse », équipant les ouvrages et casemates de la ligne Maginot, « véhicule blindé » et « avion ».

## Mécanique
Ces armes n'ont pas de crosse d'épaulement mais sont dotées d'un cache flamme conique. Leur mécanisme interne est identique à celui du FM 24/29 qui lui-même diffère entièrement de la mitrailleuse Hotchkiss modèle 1914. Certes le FM 24/29 et le MAC 31 fonctionnent par emprunt des gaz sous le canon, mais leur mécanisme interne qui est beaucoup moins volumineux a été inspiré par les fusils-mitrailleurs Berthier et Browning Automatic Rifle (BAR). Le levier d'armement et la fenêtre d'éjection sont latéraux et peuvent se trouver sur l'un ou l'autre des côtés de la mitrailleuse selon l'utilisation prévue (par exemple, lors d'un jumelage). Le chargeur tambour latéral à grande capacité (100 cartouches) peut être monté à gauche ou à droite.

## MAC 31
Munies d'une poignée pistolet, les différentes versions de la MAC 31 servirent de mitrailleuses de char d'assaut et de vedettes (MAC 31C, MAC 31E), de forteresse (MAC 31F/MAC 31TF) et d'infanterie (MAC 31A1). Ces armes diffèrent essentiellement par leurs organes de visée, la longueur de leur canon et leur chargeur. Il existait aussi le modèle 31A2 qui équipait les véhicules légers  type Dodge Power Wagon Fargo WM300 au Tchad jusque vers les années 1965/66. Les MAC 31C furent les mitrailleuses des chars et blindés suivants :
- Chars B1 et B1bis
- Renault D1
- Renault D2
- Somua S-35
- Somua S-40
- Hotchkiss H35 et H39
- Renault AMR-33 et AMR-35
- FCM 36
- Renault R35
- Renault R40
- ARL-44
- Renault AMC-35
- Panhard AMD-178
- Renault UE-31
- Lorraine 37L SPG
- Char léger AMX 13 canon de 75 et 90
- Engin blindé de reconnaissance (EBR Panhard)

## MAC 34
La mitrailleuse d'aviation MAC modèle 1934 (MAC 34) est une variante de la MAC 31 qui avait été conçue pour armer les casemates. Dessinée pour l'aviation par la manufacture nationale d'armes de Châtellerault (MAC), la MAC 34 avait dû être allégée, mais elle était toujours alimentée par des chargeurs cylindriques de 100 cartouches. Par la suite il semble que des chargeurs de 500 cartouches aient été envisagés. Il est évident qu’il était difficile pour les pilotes d’avions de chasse de pouvoir changer les chargeurs situés dans les ailes, l’alimentation par chargeur fut donc remplacée par une alimentation par bandes dans la version MAC 34/39.
La conception était dérivée de celle du fusil-mitrailleur français modèle 1934 (qui ne sera pas fabriqué en série). La cadence élevée de cette mitrailleuse, 1 200 coups par minute, a nécessité un système d'alimentation comparable à celui de la mitrailleuse Mac modèle 1931, type char.
Cette arme était très efficace, mais le système d'alimentation à chargeur rond (type camembert) de 100, 300 (309) et plus tard de 500 cartouches gênera son utilisation du fait de sa trop faible durée de tir effectif. La version à alimentation continue par bandes (MAC 34/39) arrivera trop tard.
La mitrailleuse MAC 34 (comme la MAC 31 et toutes les armes légères de l’époque : fusil-mitrailleur 24/29, fusil MAS 36, mitrailleuse Darne de la marine, etc.) tirent des cartouches de calibre 7,5 mm modèle 1929 C à balle légère. La cartouche a une longueur 76 mm et une masse d'environ 24 g. Ces cartouches existaient en quatre types différents :
1. à balle ordinaire, se composant d'une chemise en maillechort (ou acier plaqué maillechort) et d'un noyau en plomb, sa masse est de 9 grammes.
2. à balle traçante/perforante, se composant d'une enveloppe en laiton renfermant l'avant un noyau en acier dur, à l'arrière une composition traçante, et une composition d'allumage maintenue par une rondelle annulaire en laiton sertie sur la tranche postérieure de la balle;
3. à balle perforante.
4. à balle à blanc.

La valeur balistique correspondante (données approchées) V est de 850 m/s environ.
Le canon de l'arme est en acier forgé, sa température de revenu est d'environ 480 °C. Sa longueur est de 0,6 m. L'âme porte quatre rainures hélicoïdales au pas de 270 mm.
Ces armes existent en deux versions :
- type aile avec commande pneumatique du déclenchement ;
- type tourelle avec un équipement de commande et avec un collimateur de visée.

La mitrailleuse de tourelle est dérivée de l'arme d'aile. La seule modification importante est apportée à l'alimentation où le mouvement du chargeur est commandé par un ressort spirale indépendant de l'arme. D'autre part, les organes pneumatiques étant supprimés, les manœuvres d'armement, de détente et de sûreté sont assurées manuellement par des commandes mécaniques. Ses caractéristiques sont les suivantes :
- longueur  de l'arme : 95 cm ;
- masse de l'arme : 7 kg ;
- masse du chargeur vide : 3,75 kg ;
- masse du chargeur plein : 6,15 kg ;
- masse de l'arme prête pour le tir : 15,15 kg ;
- cadence de fonctionnement : 1 200 coups par minute.

Le montage de tourelle est fait (en général) sur des tourelles SAMM de types divers suivant les époques et les appareils. L'arme ne porte pas d'appareil de pointage, la visée s'effectue au moyen d'un collimateur clair monté sur l'affût SAMM.
Du fait de la faible contenance des chargeurs rotatifs, ce type de mitrailleuse amena immédiatement à l'étude d'une nouvelle version : type « Mac 34 modifié 39 » à bande, dite « à alimentation continue ». C'est cette version qui équipa les avions sortis en 1939, dont les 
- Amiot 143
- Amiot 354
- Arsenal VG-33
- Breguét Br.690
- Bloch MB.131
- Bloch MB.150
- Bloch 174/175
- Dewoitine D.520
- Morane-Saulnier MS.406
- Potez 631
- Potez 540

C'était une arme coûteuse mais qui fonctionnait parfaitement, ce qui n'avait pas toujours été le cas des armes françaises.
Les MAC 34/39 furent utilisées pendant la guerre d’Algérie pour armer les avions légers (Sipa 11 et 12, MS 475 Vanneau, MS 500 Criquet, T-6 G, etc.).
Ces armes issues d'une manufacture d'état ont été préférées aux mitrailleuses Darne Modèle 1933 de l'industrie privée, plus économiques, équipées dès les années 1920 d'une alimentation par bande de cartouches et au fonctionnement tout aussi sûr.

## Utilisation
Elles armèrent ainsi de nombreux avions militaires et chars d'assaut français des années 1930 aux années 1950. L'infanterie et la marine française les utilisèrent durant la Seconde Guerre mondiale, guerre d'Indochine et guerre d'Algérie. La Wehrmacht réserva les mitrailleuses Reibel à l'armement du mur de l'Atlantique. Dans les années 1960 et 1970, les MAC 34 armaient encore quelques anciennes colonies françaises d'Afrique.